# Paratriaenops auritus
Paratriaenops auritus (Grandidier, 1912) è un pipistrello della famiglia dei Rinonitteridi endemico del Madagascar.

## Descrizione

### Dimensioni
Pipistrello di piccole dimensioni, con la lunghezza della testa e del corpo di 35 mm, la lunghezza dell'avambraccio tra 43,9 e 51 mm, la lunghezza della coda tra 19 e 28 mm, la lunghezza del piede tra 6 e 9 mm e la lunghezza delle orecchie tra 15 e 20 mm.

### Aspetto
Le parti dorsali sono grigio-nerastre, con la base dei peli biancastra, mentre le parti ventrali sono grigiastre. Il muso è corto ed appiattito, con una foglia nasale formata da una porzione anteriore larga, a forma di ferro di cavallo e senza fogliette supplementari laterali e da una porzione posteriore composta da tre proiezioni allungate, appuntite e della stessa lunghezza, con una piccola linguetta alla base di quella centrale e cinque fossette disposte a semicerchio sotto di esse. Le orecchie sono grandi, appuntite e con i margini interni molto vicini tra loro sopra la testa. La coda è relativamente corta ed è completamente inclusa nell'uropatagio.

### Ecolocazione
Emette ultrasuoni a ciclo di lavoro alto sotto forma di impulsi di durata intermedia a frequenza costante compresa tra 93,8 e 110,2 kHz e con un abbassamento rapido alla fine. Le femmine producono suoni a frequenze più basse.

## Biologia

### Comportamento
Si rifugia all'interno di grotte dove forma colonie fino a 2.000 individui e talvolta in gallerie minerarie in gruppi di circa 1.000 esemplari. Sembra essere abbastanza raro in alcune parti dell'areale probabilmente a causa dell'indisponibilità di siti dedicati.

### Alimentazione
Si nutre di insetti.

## Distribuzione e habitat
Questa specie è endemica dell'estrema parte nord-occidentale del Madagascar.
Vive in foreste relativamente intatte tra 50 e 160 metri di altitudine.

## Conservazione
La IUCN Red List, considerato l'areale limitato, l'habitat seriamente frammentato e in continuo declino e degrado a causa delle attività agricole, classifica P. auritus come specie vulnerabile (VU).